# ماودو لو
ماودو لو (بالألمانية: Maodo Lô) مواليد 31 ديسمبر 1992 في برلين، هو لاعب كرة سلة ألماني. بدأ مسيرته الاحترافية في سنة 2016. يلعب مع بروس باسكتس كلاعب هجوم خلفي. يحمل الرقم 12. يبلغ طوله 6 قدم 3 بوصة (1.9 م). حقق المركز الثاني في الألعاب الجامعية الصيفية 2015.

## الميداليات
| الميدالية | المسابقة                      |
| --------- | ----------------------------- |
| فضية      | الألعاب الجامعية الصيفية 2015 |

## روابط خارجية
- ماودو لو على موقع الاتحاد الدولي لكرة السلة (الإنجليزية)
- ماودو لو على موقع الدوري الأوروبي لكرة السلة (الإنجليزية)
- ماودو لو على موقع كرة السلة الأوروبية.كوم (الإنجليزية)
- ماودو لو على موقع كلية كرة السلة في سبورتس رفرنس.كوم (الإنجليزية)
- ماودو لو على موقع ريلجم (الإنجليزية)
- ماودو لو على موقع بروبوليرز (الإنجليزية)
- ماودو لو على موقع سبورتس رفرنس (الإنجليزية)
- ماودو لو على موقع أوليمبيديا (الإنجليزية)
- ماودو لو على موقع اللجنة الأولمبية الألمانية (الألمانية)